# لیچنتزا
لیچنتزا (به ایتالیایی: Licenza) یک کومونه در ایتالیا است که در استان رم واقع شده‌است.

## خصوصیات
لیچنتزا ۱۷٫۷ کیلومترمربع مساحت و ۱٬۰۲۱ نفر جمعیت دارد و ۴۷۵ متر بالاتر از سطح دریا واقع شده‌است.